# 815
815 (DCCCXV) fue un año común comenzado en lunes del calendario juliano, en vigor en aquella fecha.

## Acontecimientos
- Intento frustrado de ataque a Barcelona, bajo el control de Bera, por tropas árabes bajo el mando de Ubayd Allah.
- Tratado de 815: El emperador bizantino León V el Armenio firma un acuerdo de paz por 30 años en Constantinopla, con Omurtag, gobernante (khan) del Imperio Búlgaro. Las Montañas Ródope se convierten nuevamente en la frontera bizantina y León recupera las ciudades del Mar Negro; luego de que los búlgaros los demoliesen.[1]
- Hrafna-Flóki Vilgerðarson parte de las Islas Feroe y descubre Islandia. Documentado posteriormente en el Landnámabók (fecha aproximada).
- El rey Egberto de Wessex azota sobre los territorios del reino británico de Dumnonia.[2]
- El emperador Saga de Japón es el primer soberano de ese país en tomar té (según la leyenda), importado de China por los monjes. La clase alta adopta el consumo de té para uso medicinal.
- Sínodo de Constantinopla: Un concilio dirigido por el patriarca Teódoto I de Constantinopla en el Hagia Sofía reinstituye la iconoclastia.[3]
- 13 de julio: Wu Yuanheng, canciller chino de la dinastía Tang, es asesinado por el asesino de señores de la guerra Wu Yuanji en Chang'an.

## Nacimientos
- Dawud al-Zahiri, erudito musulmán.
- Everardo de Friuli, duque de Friuli (fecha aproximada).
- Juan Escoto Erígena, filósofo irlandés (fecha aproximada).
- Teodora, emperatriz bizantina (fecha aproximada).

## Fallecimientos
- Ŷabir ibn Hayyan, alquimista musulmán (fecha aproximada).
- Mashallah ibn Athari, astrólogo y astrónomo judío persa.
- Muirgius mac Tommaltaig, rey de Connacht.
- Sadnalegs, emperador del Tíbet.
- 13 de julio: Wu Yuanheng, canciller de la dinastía Tang.